# Elsa Santos
Elsa Santos López (* 12. Mai 2007 in Madrid) ist eine spanische Fußballspielerin. Zumeist wird sie als zentrale oder defensive Mittelfeldspielerin eingesetzt.

## Karriere

### Verein
Elsa Santos begann ihre Vereinslaufbahn mit zehn Jahren in der Jugend von Madrid CFF, wo sie fünf Saisons verbringen sollte. Im Sommer 2022 wechselte die damals 15-Jährige zum Stadtrivalen Real Madrid, wo sie zunächst Teil der U19-Mannschaft (Juvenil) war. Bereits am 9. Oktober 2022 debütierte Elsa Santos in einem Ligaspiel gegen CD Getafe Femenino in der B-Mannschaft des Klubs, die zu jener Zeit in der Segunda Federación vertreten war, bestritt jedoch die restliche Saison, sowie die Spielzeit 2023/24 in den Reihen der A-Jugend der „Königlichen“. Im Juni 2024 gewann sie mit der U19 von Real Madrid durch ein 2:1 im Endspiel gegen den FC Barcelona die erstmals vom spanischen Verband organisierte Klubmeisterschaft dieser Altersklasse. Zur Saison 2024/25 ging sie in den Kader der B-Mannschaft über.
Am 9. März 2025 feierte Elsa in einem Meisterschaftsspiel gegen den FC Sevilla ihr Debüt im Profikader von Real Madrid, nachdem sie in der 64. Minute für Caroline Weir eingewechselt worden war.
Mit Abschluss des Spieljahres wechselte Elsa Santos auf die Harvard University, wo sie sich der Frauenfußballmannschaft der Universität anschloss.

### Nationalmannschaft
Elsa Santos debütierte am 25. Oktober 2024 in einem Freundschaftsspiel gegen Frankreich in der U19 Spaniens.